# ليلى علوي
ليلى علوي (مواليد 4 يناير 1962 –)؛ هي ممثلة مصرية، ومن نجمات السينما المصرية.

## الحياة الشخصية
ولدت من أب مصري وأم يونانية. بدأت مشوارها الفني وهي في السابعة من عمرها بالاشتراك في برامج الإذاعة والتلفزيون مع شقيقتها لمياء. وفي الخامسة عشرة من عمرها، ظهرت على المسرح لأول مرة من خلال مسرحية ثماني ستات للمخرج جلال الشرقاوي. وهي حاصلة على شهادة البكالوريوس في إدارة الأعمال. تزوجت ليلى من رجل الأعمال منصور الجمال (عم خديجة الجمال) في 2007، وانفصلت عنه في 2015. ولها ابن واحد بالتبني يُدعى «خالد».

## أعمالها

### الأفلام
- 1974: أنا وابنتي والحب
- 1977: من أجل الحياة
- 1978: الفارس الأخير
- 1978: البؤساء
- 1980: مخيمر دايما جاهز
- 1982: تجيبها كده تجيلها كده هي كده
- 1982: الحل اسمه نظيرة
- 1983: غريب ولد عجيب
- 1984: يوسف وزينب
- 1984: حيا أو ميتا
- 1984: قمر الليل
- 1984: شوارع من نار
- 1984: سمورة والبنت الأمورة
- 1984: خرج ولم يعد
- 1984: جبابرة الميناء
- 1984: إنهم يقتلون الشرفاء
- 1984: المشاغبون في الجيش
- 1984: العايقة والدريسة
- 1984: الشيطان يغني
- 1984: الخونة
- 1984: الثعبان
- 1985: وتضحك الأقدار
- 1985: زوج تحت الطلب
- 1985: حكاية في كلمتين
- 1985: أيام التحدي
- 1985: أنا
- 1985: النساء
- 1985: الموظفون في الأرض
- 1985: الطاغية
- 1985: الرجل الذي عطس
- 1985: الجريح
- 1985: إعدام ميت
- 1986: كلمة السر
- 1986: عصر الذئاب
- 1986: عذراء وثلاثة رجال
- 1986: تحت التهديد
- 1986: آه يا بلد آه
- 1986: المطاردة الأخيرة
- 1986: الحرافيش
- 1986: الأنثى
- 1986: الأقزام قادمون
- 1987: من خاف سلم
- 1987: ضربة معلم
- 1987: خليل بعد التعديل
- 1987: المشاغبات الثلاثة
- 1987: المخطوفة
- 1987: المتمرد
- 1987: الرجل يحب مرتين
- 1987: البدرون
- 1988: كل هذا الحب
- 1988: غرام الأفاعي
- 1988: زمن الممنوع
- 1989: يا عزيزي كلنا لصوص
- 1989: جحيم تحت الماء
- 1989: المغتصبون
- 1990: الذل
- 1991: يا مهلبية يا
- 1991: قبضة الهلالي
- 1991: سمع هس
- 1991: المساطيل
- 1992: آي آي
- 1992: الهجامة
- 1992: الفاس في الراس
- 1992: الحجر الداير
- 1993: إنذار بالطاعة
- 1995: قليل من الحب كثير من العنف
- 1995: في الصيف الحب جنون
- 1995: الرجل الثالث
- 1996: يا دنيا يا غرامي
- 1996: إشارة مرور
- 1997: حلق حوش
- 1997: تفاحة
- 1997: المصير
- 1998: ست الستات
- 1998: اضحك الصورة تطلع حلوة
- 1999: نور ونار
- 2000: رجل له ماضي
- 2004: حب البنات
- 2004: بحب السيما
- 2007: ألوان السما السبعة
- 2008: ليلة البيبي دول
- 2012: بنطلون جوليت
- 2016: الماء والخضرة والوجه الحسن
- 2021: ماما حامل
- 2023: شوجر دادي
- 2023: آل شنب
- 2024: مقسوم
- 2024: جوازة توكسيك
- 2025: المستريحة

### المسلسلات
- 1977: هذا المصير
- 1978: دمعة ألم
- 1979: طيور الصيف
- 1979: الآنسة
- 1979: إلا الدمعة الحزينة
- 1980: صيام صيام
- 1980: أنف وثلاث عيون
- 1981: ومشيت طريق الأخطار
- 1981: وتفضلوا بقبول الحب
- 1981: ميراث الغضب
- 1982: وتوالت الأحداث عاصفة
- 1982: فطوطة
- 1982: رجل بلا ماضي
- 1982: اللقاء الأخير
- 1983: عطفة خوخة
- 1983: بين السرايات
- 1983: اللعبة
- 1984: زهرة والمجهول
- 1984: حصاد الشر
- 1984: أم اليتامى
- 1984: أخو البنات
- 1985: ناس مودرن
- 1985: الجدران الدافئة
- 1988: بنات الاصول
- 1989: ألف ليلة وليلة
- 1992: ألف ليلة وليلة
- 1994: العائلة
- 1997: التوأم
- 2001: حديث الصباح والمساء
- 2003: تعالى نحلم ببكرة
- 2004: بنت من شبرا
- 2006: نور الصباح
- 2007: لحظات حرجة
- 2009: حكايات وبنعشها: هالة والمستخبي
- 2009: حكايات وبنعشها: مجنون ليلى
- 2010: حكايات وبنعشها: فتاة الليل
- 2010: حكايات وبنعشها: كابتن عفت
- 2011: الشوارع الخلفية
- 2012: نابليون والمحروسة
- 2013: فرح ليلى
- 2014: شمس
- 2015: هي ودافنشي
- 2021: زي القمر
- 2022: منورة بأهلها
- 2022: دنيا تانية

### المسرحيات
- 1978: بكالوريوس في حكم الشعوب
- 1978: 8 ستات
- 1979: عش المجانين
- 1981: الدنيا مقلوبة
- 1982: واحد في المليون
- 1982: حضرات السادة العيال
- 1984: البرنسيسة
- 1986: ابتسامة وراء القضبان
- 1996: الجميلة والوحشين
- 2024: الصندوق الاحمر

### المسلسلات الإذاعية
- 2000: كلمني عن بكره

## وصلات خارجية
- ليلى علوي على موقع IMDb (الإنجليزية)
- ليلى علوي على موقع الدهليز
- ليلى علوي على موقع قاعدة بيانات الأفلام العربية
- ليلى علوي على موقع ألو سيني (الفرنسية)
- ليلى علوي على موقع قاعدة بيانات الأفلام السويدية (السويدية)
- ليلى علوي على موقع ديسكوغز (الإنجليزية)
- ليلى علوي على موقع قاعدة بيانات الفيلم (الإنجليزية)
- ليلى علوي على موقع كينوبويسك (الروسية)